# Berlagebrug (Hoge Veluwe)
De Berlagebrug is een monumentale brug in de tuinen van het Jachthuis Sint-Hubertus in het Nederlandse Nationaal Park De Hoge Veluwe, ontworpen door de architect H.P. Berlage. De brug is een rijksmonument.

## Historie
De brug werd in 1919/1920 gebouwd als onderdeel van het jachthuis Sint-Hubertus. De brug maakt deel uit van de door Berlage in Engelse landschapsstijl ontworpen tuinen rondom het voormalige buitenhuis van de familie Kröller-Müller. De route vanaf de geplande, maar nooit gerealiseerde, hoofdentree bij Oud-Reemst naar het Jachthuis voerde over deze brug. Nog steeds maakt de brug onderdeel uit van de hoofdroute naar het Jachthuis. Op de brug heeft men een uitzicht over het jachthuis, de tuinen en de vijvers.

## Architectuur
De bug is vrij eenvoudig van opzet en in dezelfde sobere baksteen opgetrokken als het tegelijkertijd gebouwde jachthuis. De brug overspant met een segmentboog het water. Hierover ligt het brugdek dat aan weerszijden balustraden heeft die ter hoogte van de aanzet van de overspanning wat hoger zijn opgetrokken. Aan beide uiteinden bevinden zich haaks op de brug geplaatste keermuren.
In 2012 is de brug, als onderdeel van de restauratie van het jachthuis, in zijn geheel opgeknapt. Hierbij is ook de asfaltlaag van het wegdek vervangen door een klinkerbestrating.